# Завада Богдан Олексійович
Богда́н Олексі́йович Зава́да (нар. 26 червня 1979, Запоріжжя, УРСР — пом. 16 липня 2014, Маринівка, Шахтарський район, Донецька область, Україна) — український військовослужбовець, лейтенант Національної гвардії України, учасник війни на сході України, командир механізованої роти спеціального призначення 9-го полку спеціального призначення Південного оперативно-територіального об'єднання Національної гвардії України, в/ч 3029 (Запоріжжя). Герой України

## Військова служба
Навчався в середній школі № 63 міста Запоріжжя. З 1994 року продовжив навчання у школі-комплексі № 7, яку закінчив у 1996 році. Службу розпочав у грудні 1997 року в полку спеціального призначення «Гепард» Внутрішніх військ МВС України. У грудні 1998 року підписав контракт на проходження служби у внутрішніх військах. Ставши професійним правоохоронцем, за роки служби пройшов шлях від солдата строкової служби до офіцера. 16 вересня 2013 року надано військове звання лейтенант.
Паралельно зі службою заочно навчався у Запорізькому національному технічному університеті, який закінчив 2002 року за спеціальністю інженер-механік автомобілебудування. Згодом був призначений на посаду командира взводу, а у 2012 році став командиром роти спеціального призначення полку спеціального призначення «Гепард» внутрішніх військ МВС України (з березня 2014 року — у складі Національної гвардії України).

## Участь в АТО
Влітку 2014 року лейтенант Завада зі своєю ротою брав участь в антитерористичній операції на сході України.
16 липня 2014 року блокпост Національної гвардії поблизу прикордонного села Маринівка у Шахтарському районі Донецької області атакували близько сотні російських бойовиків за допомогою 4 одиниць бронетехніки, зі сторони сіл Степанівка і Тарани. Вони відкрили вогонь, українські вояки почали стріляти у відповідь. Несподівано з лісосмуги почалася ще одна атака російських бойовиків, із зелених насаджень виїхали два ворожих БТР. У ході бою з переважними силами противника лейтенант Завада відкрив вогонь з протитанкового гранатомета, прикриваючи бойових побратимів. Йому вдалося підбити ворожий БТР і знищити десяток російських бойовиків, що дало змогу перегрупуватися бійцям Нацгвардії на блокпосту. Богдан своїми діями врятував життя гвардійців, але сам загинув від ворожого пострілу.
Могили немає, оскільки тіло залишилося на захопленій російськими бойовиками території. Шевченківський районний суд міста Запоріжжя визнав Богдана Заваду померлим.
Міністр внутрішніх справ України Арсен Аваков з приводу загибелі Богдана Завади написав:
|  | в результаті другої спроби знищити блокпост Нацгвардії переважаючими силами терористів, трагічно загинув командир роти спецназу в/ч 3029 лейтенант Богдан Завада з міста Запоріжжя. Перед цим він підбив БТР терористів, знищив 10 терористів і цим допоміг перегрупуватися бійцям Нацгвардії на блокпосту. Після трагічної загибелі лейтенанта, терористи взяли телефон лейтенанта і почали знущатися по телефону над дружиною загиблого... Повідомили їй, що чоловіка більше немає. Без батька залишився син 12 років. |

У Запоріжжі в Богдана залишилися дружина Тетяна та син Олексій 2002 року народження; батьки Валентина Борисівна й Олексій Федорович.

## Нагороди
- Звання Герой України з удостоєнням ордена «Золота Зірка» (19 липня 2014, посмертно) — за виняткову мужність, героїзм і самопожертву, виявлені у захисті державного суверенітету і територіальної цілісності Української держави, вірність військовій присязі[4]
- Орден «За заслуги перед Запорізьким краєм» ІІІ ступеня (09 листопада 2016, посмертно) — за особисту мужність та героїзм, проявлені у захисті державного суверенітету та територіальної цілісності України, вірність військовій присязі[5].

## Вшанування пам'яті
Ім'я Героя вибито на одній із плит меморіалу загиблим працівникам МВС України в Києві на Солом'янській площі.
Лейтенант Богдан Завада навічно зарахований до списків військової частини 3029.
У жовтні 2015 року на території спеціалізованої школи І—III ступенів № 7 у місті Запоріжжя, де навчався Богдан, відкрито меморіальну дошку на його честь.
Вулиця Мікояна в Запоріжжі перейменована на вулицю Богдана Завади.